# کارپنتر تکنولوژی
کارپنتر تکنالوجی (انگلیسی: Carpenter Technology) شرکت فلزات آمریکایی است، که در سال ۱۸۹۲ توسط جیمز هنری کارپنتر تأسیس شد.